# AIS Airlines
AIS Airlines ist eine niederländische Fluggesellschaft mit Sitz in Lelystad und Basis auf dem Flughafen Lelystad.

## Unternehmen
AIS Airlines wurde im Jahr 2009 gegründet. Sie unterhält mit AIS Flight Academy eine Flugschule mit Sitz am Flughafen Münster/Osnabrück und mit AIS Technics eine Firma zur Flugzeugwartung. Der erste Linienflug wurde am 4. November 2013 aufgenommen. Im Januar 2015 übernahm AIS Airlines den gesamten Flugbetrieb von der schwedischen virtuellen Fluggesellschaft Direktflyg und betreibt seitdem ihre Maschinen primär für dieses Unternehmen.
Ende Juli 2019 gab die schwedischen Transportbehörde bekannt, dass alle Routen im Rahmen einer gemeinwirtschaftlichen Verpflichtung (public service obligation) an andere Fluggesellschaften gingen und somit wurden die Routen ab Oktober 2019 nicht mehr von Svenska Direktflyg bzw. AIS Airlines bedient.
Für Amapola Flyg bedient Ais Airlines die Strecke Stockholm/Arlanda über Hagfors nach Torsby, die Strecken wird von Amapola Flyg im Auftrag der schwedischen Transportbehörde im Rahmen einer gemeinwirtschaftlichen Verpflichtung (public service obligation) seit Oktober 2019 betrieben.
Am 27. Februar 2020 stellte AIS Airlines die Strecke Münster-Osnabrück nach Kopenhagen (über Groningen) ein.

## Flugziele
AIS Airlines führt Charter- und Wet-Lease durch. Seit Oktober 2013 bedient die Fluggesellschaft auch eigene Linienverbindungen. Unter anderem werden die Strecken Münster-Osnabrück – Stuttgart und Berlin Brandenburg bedient.
Folgende Flugziele werden von AIS Airlines (Stand März 2023) im Auftrag der Amapola Flyg bedient:
| Staat    | Stadt     | IATA | ICAO | Flughafen                   | Anmerkungen |
| -------- | --------- | ---- | ---- | --------------------------- | ----------- |
| Schweden | Hagfors   | HFS  | ESOH | Flugplatz Hagfors           |             |
| Schweden | Stockholm | ARN  | ESSA | Flughafen Stockholm/Arlanda |             |
| Schweden | Torsby    | TYF  | ESST | Flugplatz Torsby            |             |

## Flotte
AIS Airlines

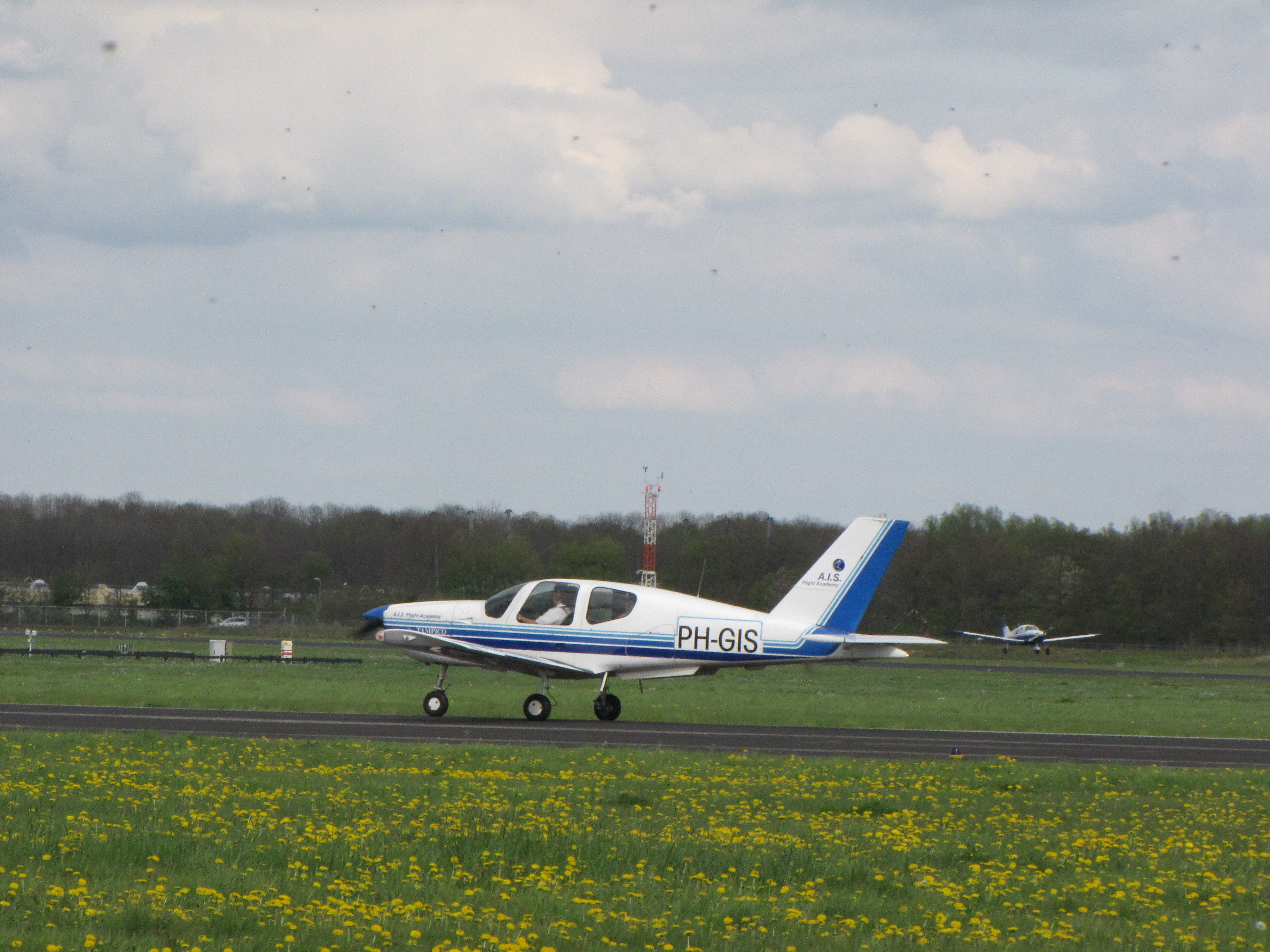
Socata TB-9 der AIS Flight Academy

Mit Stand März 2023 besteht die Flotte der AIS Airlines aus acht Flugzeugen:
| Flugzeugtyp      | Anzahl                  | bestellt | Anmerkungen |
| ---------------- | ----------------------- | -------- | ----------- |
| BAe Jetstream 32 | 8 (davon 4 lufttüchtig) |          |             |
| Gesamt           | 8 (davon 4 lufttüchtig) | –        |             |

AIS Flight Academy
Mit Stand Juni 2017 besteht die Flotte der AIS Flight Academy aus 14 Flugzeugen:
| Flugzeugtyp  | Anzahl | bestellt | Anmerkungen    |
| ------------ | ------ | -------- | -------------- |
| Cessna 303   | 01     |          | Schulflugzeuge |
| Socata TB-9  | 09     |          | Schulflugzeuge |
| Socata TB-10 | 03     |          | Schulflugzeuge |
| Socata TB-20 | 01     |          | Schulflugzeuge |
| Gesamt       | 14     | –        |                |